# Кашина Фамоза (Кремона)
Кашина Фамоза је насеље у Италији у округу Кремона, региону Ломбардија.
Према процени из 2011. у насељу је живело 15 становника. Насеље се налази на надморској висини од 88 м.